# Venusia apicistrigaria
Venusia apicistrigaria là một loài bướm đêm trong họ Geometridae.